# 掌故王
《掌故王》（前稱《香港問到篤》）是香港電視廣播有限公司製作的一個香港歷史遊戲電視節目。節目由夏雨、宋熙年及陳爽主持，助手為傅千盈和周麗欣。此遊戲主要是考嘉賓們有關香港掌故及隱藏的知識。
節目於2009年3月30日至5月14日，逢星期一至星期五香港時間晚上22:30-23:00於翡翠台及高清翡翠台播放，而翌日凌晨03:00-03:30則於高清翡翠台重播。

## 主持/助手
| 主持／助手名稱 | 節目內暱稱     |
| 夏 雨          | Dr. Rain／博士 |
| 宋熙年         | 碩士           |
| 陳 爽          | 學士           |
| 傅千盈         | 諸事           |
| 周麗欣         | 多事           |

## 口號
「掌故王，港古最在行」

## 遊戲環節
兩位嘉賓以兩人一隊，以隊制形式玩遊戲。

### 童年遊戲

#### 踩氣球
玩法：嘉賓需要將其他嘉賓綁在雙腳的氣球踩爆。

#### 紅綠燈
玩法：詳見紅綠燈

#### 呼拉圈
玩法：嘉賓鬥轉呼拉圈，轉得最長時間便取勝。

#### 扑傻瓜
玩法：嘉賓需於被扑頭前呼叫另一位嘉賓的名字，被扑中便要出局，最後沒有被扑中便取勝。

#### 麻鷹捉雞仔
玩法：一位嘉賓當麻鷹，另一位嘉賓當母雞，餘下的嘉賓就做雞仔。當麻鷹的嘉賓要想辦法捉小雞，而當母雞的就要用盡辦法保護雞仔，不讓麻鷹捉小雞。

#### 搶椅子
玩法：嘉賓需隨音樂圍著椅子走，當音樂停止便立刻坐下來，搶不到椅子就要出局。在拿掉一張椅子後，其他嘉賓繼續遊戲，直到最後一位留下的嘉賓便取勝。

### 有斷估
玩法：

嘉賓需要回答4條題目，並向主持解釋答案，每答中一題可獲10,000分。

### 是非啄（第22集後稱「似是疑非」，後期重用原本名稱）
玩法：

嘉賓需要回答6條是非題目，每答中一題可獲10,000分；答錯則倒扣10,000分。

### I Kill You Later
玩法：

問題形式為選擇題，每題選擇題答案數量不同，順序為二選一至六選一。
- 答對一至兩題，可獲50%獎金獎品。
- 答對三題或以上，即可獲100%獎金獎品。
- 答對五題，更可額外獲得$20,000（第22集開始改為$30,000）獎金獎品。

#### Money Killer
在「I Kill You Later」負責問問題的嘉賓，問題通常與其職業或特別身份相關。
| 集數 | 發問者 （即Money Killer） | 發問者的身份 | 發問領域         |
| 2    | 葉青霖                    | 攝影師       | 攝影             |
| 4    | 周 中                     | 廚師         | 飲食／飲食業典故 |
| 5    | 何守信                    | 司儀         | 體育             |
| 7    | 鄧達智                    | 時裝設計師   | 新界原居民       |
| 9    | 黎小田                    | 作曲家       | 音樂             |
| 10   | 麥玲玲                    | 堪輿學家     | 風水學           |
| 12   | 盧大偉                    | 節目主持     | 《歡樂今宵》     |
| 14   | 簡炳墀                    | 練馬師       | 賽馬             |
| 16   | 何鑑江                    | 足球專家     | 足球             |
| 18   | 陳欣健                    | 金牌司儀     | 警察             |
| 20   | 元 華                     | 武打明星     | 與武術相關的演藝 |
| 22   | 高志森                    | 舞台劇監製   | 舞台劇           |
| 24   | 黃百鳴                    | 電影從業員   | 電影             |
| 26   | 陳嘉容                    | 模特兒       | 模特兒工作       |
| 28   | 張慧慈                    | 新聞主播     | 時事、新聞傳播   |
| 30   | 顏聯武                    | 電台主持     | 電台             |
| 32   | 謝雪心                    | 粵劇演員     | 粵劇             |
| 34   | 李家仁                    | 醫生         | 醫學             |

## 每集嘉賓
| 集數  | 播映日期                                  | 錄影日期      | 嘉賓                                                  | 勝出嘉賓                   | 所獲獎金 |
| 1-2   | 3月30日（一） 3月31日（二）               | 3月15日（日） | 15/16隊：森 美、阮小儀 絕代雙驕隊：吳日言、張美妮     | 15/16隊：森 美、阮小儀     | $70,000  |
| 3-4   | 4月1日（三） 4月2日（四）                 | 3月14日（六） | 馬仔隊：馬浚偉、唐詩詠 雄仔隊：許紹雄、徐淑敏         | 雄仔隊：許紹雄、徐淑敏     | $30,000  |
| 4-5   | 4月2日（四） 4月3日（五）                 | 3月15日（日） | 艾美高隊：崔建邦、楊思琦 泰迪隊：Eddie、賈曉晨        | 泰迪隊：Eddie、賈曉晨      | $70,000  |
| 6-7   | 4月6日（一） 4月7日（二）                 | 3月8日（日）  | 周中隊：周 中、楊 崢 大王隊：安德尊 、譚小環          | 周中隊：周 中、楊 崢       | $80,000  |
| 8-9   | 4月8日（三） 4月9日（四）                 | 3月14日（六） | 老薑隊：林敏驄、關禮傑 青椒隊：Hotcha                 | 老薑隊：林敏驄、關禮傑     | $60,000  |
| 9-10  | 4月9日（四） 4月10日（五）                | 3月21日（六） | 老薑隊：郭峰、黎彼得 青椒隊：徐子珊、高鈞賢           | 青椒隊：徐子珊、高鈞賢     | $50,000  |
| 11-12 | 4月13日（一） 4月14日（二）               | 3月29日（日） | 學警狙擊隊：陳鍵鋒、吳卓羲 畀人狙擊隊：洪天明、周汶錡 | 學警狙擊隊：陳鍵鋒、吳卓羲 | $50,000  |
| 13-14 | 4月15日（三） 4月16日（四）               | 3月22日（日） | 靚湯隊：黃淑儀、胡定欣 靚人隊：伍衛國、周家蔚         | 靚人隊：伍衛國、周家蔚     | $70,000  |
| 15-16 | 4月17日（五） 4月20日（一）               | 3月22日（日） | 艾粒隊：I Love You Boyz 撈粒隊：葉翠翠、蕭正楠        | 撈粒隊：葉翠翠、蕭正楠     | $40,000  |
| 17-18 | 4月21日（二） 4月22日（三）               | 3月28日（六） | 魷魚隊：方珈悠、陳柏宇 荷葉飯隊：葉文輝、范萱蔚       | 魷魚隊：方珈悠、陳柏宇     | $40,000  |
| 19-20 | 4月23日（四） 4月24日（五）               | 3月29日（日） | 靚模隊：莊思敏、周秀娜 食腦隊：李思捷、黎諾懿         | 靚模隊：莊思敏、周秀娜     | $20,000  |
| 21-22 | 4月27日（一） 4月28日（二）               | 4月4日（六）  | 農夫隊：農夫 光蘇隊：尹光、蘇珊                       | 農夫隊：農夫               | $40,000  |
| 23-24 | 4月29日（三） 4月30日（四）               | 4月5日（日）  | 官腔隊：官恩娜、吳浩康 至嘈隊：黃智賢、曹永廉         | 官腔隊：官恩娜、吳浩康     | $40,000  |
| 25-26 | 5月1日（五） 5月4日（一）                 | 4月18日（六） | 爸爸隊：周國賢、張繼聰 高薪隊：彭健新、高海寧         | 高薪隊：彭健新、高海寧     | $20,000  |
| 27-28 | 5月5日（二） 5月6日（三）                 | 4月19日（日） | 清風送爽隊：羅貫峰、宋芝齡 健康快樂隊：胡諾言、鄧健泓 | 健康快樂隊：胡諾言、鄧健泓 | $30,000  |
| 29-30 | 5月7日（四） 5月8日（五）                 | 4月12日（日） | 高人隊：陳敏之、李彩華 孖人隊：Soler                  | 孖人隊：Soler              | $40,000  |
| 31-32 | 5月11日（一） 5月12日（二）               | 4月5日（日）  | 跳跳紮隊：洪卓立、陳偉霆 斯斯文隊：馬賽、呂慧儀       | 跳跳紮隊：洪卓立、陳偉霆   | $50,000  |
| 32-34 | 5月12日（二） 5月13日（三） 5月14日（四） | 4月18日（六） | 玉包隊：陳玉蓮、麥長青 雪國隊：米雪、馬國明           | 玉包隊：陳玉蓮、麥長青     | $60,000  |

## 收視
以下為本節目於香港無綫電視翡翠台之收視紀錄：
| 週次 | 集數  | 日期                  | 平均收視 | 最高收視 | 百份比 |
| ---- | ----- | --------------------- | -------- | -------- | ------ |
| 1    | 01-05 | 2009年3月30日-4月3日  | 20點     |          | 83%    |
| 2    | 06-10 | 2009年4月6日-4月10日  | 20點     | 21點     | 83%    |
| 3    | 11-15 | 2009年4月13日-4月17日 | 21點     |          | 82%    |
| 4    | 16-20 | 2009年4月20日-4月24日 | 19點     |          | 80%    |
| 5    | 21-25 | 2009年4月27日-5月1日  | 19點     | 20點     | 77%    |
| 6    | 26-30 | 2009年5月4日-5月8日   | 20點     |          | 78%    |
| 7    | 31-34 | 2009年5月11日-5月14日 | 20點     |          | 80%    |

## 電視節目的變遷
| 無綫電視翡翠台 星期一至五 22:30-23:00 | 無綫電視翡翠台 星期一至五 22:30-23:00 | 無綫電視翡翠台 星期一至五 22:30-23:00 |
| ------------------------------------- | ------------------------------------- | ------------------------------------- |
|                                       | 掌故王 （2009.03.30 - 2009.05.14）    |                                       |
| 財智達人 （2009.03.16 - 2009.03.27）  | 謎 （2009.05.15 - 2009.06.18）        |                                       |